# Beryl Bainbridge
Beryl Bainbridge (Liverpool, 21 de novembro de 1934 — 2 de julho de 2010) foi uma romancista britânica autora de livros como "The Dressmaker" e "Injury Time", cinco vezes candidata ao prêmio literário Man Booker Prize.

## Obras

### Romances
- A Weekend with Claude (1967)
- Another Part of the Wood (1968)
- Harriet Said... (1972)
- The Dressmaker  (1973) – Finalista do Booker Prize
- The Bottle Factory Outing (1974) – Finalista do Booker Prize, venceu o Guardian Fiction Prize
- Sweet William  (1975)
- A Quiet Life (1976)
- Injury Time (1977) - vencedor do Whitbread Prize
- Young Adolf (1978)
- Another Part of the Wood(1979)
- Winter Garden (1980)
- A Weekend with Claude (1981)
- Watson's Apology (1984)
- Filthy Lucre (escrito na adolescência em 1946 mas apenas publicado em 1986)
- An Awfully Big Adventure (1989) – Finalista do Booker Prize
- The Birthday Boys (1991)
- Every Man for Himself  (1996) – Finalista do Booker Prize, vencedor do Whitbread Prize
- Master Georgie (1998) – Finalista do Booker Prize
- According to Queeney (2001)
- The Girl in the Polka-dot Dress (2011)

### Coletâneas de contos
- Mum and Mr Armitage (1985)
- Collected Stories (1994)
- Northern Stories Vol. 5 (co-edição com David Pownall)

### Não ficção
- English Journey, or The Road to Milton Keynes (1984)
- Forever England: North and South (1987)
- Something Happened Yesterday (1993)
- Front Row: Evenings at the Theatre (2005)